# Jasmin (inslagkrater)
Jasmin is een inslagkrater op Venus. Jasmin werd in 2000 genoemd naar Yasmin, een Perzische meisjesnaam.
De krater heeft een diameter van 15,1 kilometer en bevindt zich in het quadrangle Hestia Rupes (V-22). De krater heeft geen onderscheidbare kraterdepressie en geen ejecta eromheen. Het is dus een ongebruikelijke structuur die wordt omlijnd door mareruggen. Rond deze structuur van 16 kilometer is een structuur van 50 kilometer te zien, concentrisch met de kleinere.